# خرس همیشه قطبی
خرس همیشه قطبی (انگلیسی: Infinitely Polar Bear) فیلمی آمریکایی در سبک کمدی به کارگردانی مایا فوربز است که در سال ۲۰۱۴ منتشر شد. از بازیگران آن می‌توان به مارک روفالو، زویی سالدانا و کیر دوله اشاره کرد.